# Segling vid olympiska sommarspelen 1988
Resultat från de åtta tävlingarna i segling vid olympiska sommarspelen 1988 som arrangerades i Seoul, Sydkorea.

## Medaljer

### Herrar
| Gren                    | Guld                                  | Silver                                | Brons                                |
| Division II Detaljer... | Bruce Kendall (NZL)                   | Jan Boersma (AHO)                     | Mike Gebhardt (USA)                  |
| Finnjolle Detaljer...   | José Doreste (ESP)                    | Peter Holmberg (ISV)                  | John Cutler (NZL)                    |
| 470 Detaljer...         | Thierry Peponnet och Luc Pillot (FRA) | Tõnu Tõniste och Toomas Tõniste (URS) | John Shadden och Charles McKee (USA) |

### Damer
| Gren            | Guld                                 | Silver                                        | Brons                                            |
| 470 Detaljer... | Allison Jolly och Lynne Jewell (USA) | Marit Söderström och Birgitta Bengtsson (SWE) | Larisa Moskalenko och Irina Sjunikhovskaja (URS) |

### Öppna klasser
| Gren                        | Guld                                           | Silver                                               | Brons                                        |
| Flying Dutchman Detaljer... | Jörgen Möller och Christian Grönborg (DEN)     | Ole Pollen och Erik Björkum (NOR)                    | Frank McLaughlin och John Millen (CAN)       |
| Soling Detaljer...          | Jochen Schümann Thomas Flach Bernd Jäkel (GDR) | John Kostecki William Baylis Robert Billingham (USA) | Jesper Bank Jan Mathiasen Steen Secher (DEN) |
| Starbåt Detaljer...         | Michael McIntyre och Bryn Vaile (GBR)          | Mark Reynolds och Harold Haenel (USA)                | Torben Grael och Nelson Falcao (BRA)         |
| Tornado Detaljer...         | Jean Le Deroff och Nicolas Henard (FRA)        | Chris Timms och Rex Sellers (NZL)                    | Lars Grael och Clinio Freitas (BRA)          |

## Medaljtabell
| Pl. | Nation                   | Guld | Silver | Brons | Totalt |
| --- | ------------------------ | ---- | ------ | ----- | ------ |
| 1   | Frankrike                | 2    | 0      | 0     | 2      |
| 2   | USA                      | 1    | 2      | 2     | 5      |
| 3   | Nya Zeeland              | 1    | 1      | 1     | 3      |
| 4   | Danmark                  | 1    | 0      | 1     | 2      |
| 5   | Spanien                  | 1    | 0      | 0     | 1      |
| 5   | Storbritannien           | 1    | 0      | 0     | 1      |
| 5   | Östtyskland              | 1    | 0      | 0     | 1      |
| 8   | Sovjetunionen            | 0    | 1      | 1     | 2      |
| 9   | Amerikanska Jungfruöarna | 0    | 1      | 0     | 1      |
| 9   | Nederländska Antillerna  | 0    | 1      | 0     | 1      |
| 9   | Norge                    | 0    | 1      | 0     | 1      |
| 9   | Sverige                  | 0    | 1      | 0     | 1      |
| 13  | Brasilien                | 0    | 0      | 2     | 2      |
| 14  | Kanada                   | 0    | 0      | 1     | 1      |